# Clostridium sporogenes
Espèce
Clostridium sporogenes est une bactérie en forme de bâtonnet, gram positif, avec une endospore subterminale déformante.
Ubiquitaire, elle est trouvée dans le sol, le fumier, les boues, l'intestin des humains et des animaux, les sédiments marins, l'eau de lac.